# Paul de Barras

Paul Barras

Paul-François-Jean-Nicolas, Vicomte de Barras (* 30. Juni 1755 in Fox-Amphoux; † 29. Januar 1829 in Chaillot) war ein französischer Politiker und Mitglied des Direktoriums, in dem er als einziger von 1795 bis zu seiner Auflösung 1799 durchgehend Mitglied war.

## Leben
Als junger adliger Offizier diente er in Indien in einem Regiment in der Stadt Pondicherry.
Es war Zufall, dass er am 14. Juli 1789 Zeuge des Sturms auf die Bastille wurde. Bis dahin hatte der Vicomte de Barras keine festen politischen Ideen. Er traf Mirabeau bei Sophie Arnould. Vielleicht war es dieses Treffen, das ihn dazu veranlasste, sich der Freimaurerei und dann dem Jakobinerklub anzuschließen und als Republikaner in die Politik einzusteigen. Als Kandidat für die Legislative für das Département Var scheiterte er. Er wurde danach jedoch Mitglied des Nationalen Hochgerichtes in Orléans. Nachdem dieses aufgelöst war, kehrte er nach Paris zurück und wurde zum Kommissar der italienischen Armee ernannt.
Die Wahl zum Nationalkonvent von 1792 glückte dann und er stimmte für die Hinrichtung Ludwigs XVI. Er beteiligte sich 1794 maßgeblich am Sturz Robespierres vom 9. Thermidor. Er wurde später Präsident des Nationalkonvents.
1795 stand der als korrupter Lebemann bekannte Barras als einer der ersten fünf Direktoren an der Spitze des Staates. Nach dem Staatsstreich des 18. Fructidor V (4. September 1797) übernahm das Triumvirat aus Barras, Louis-Marie de La Révellière-Lépeaux und Jean François Reubell die Macht im Direktorium.
Joséphine de Beauharnais, die spätere Frau von Napoleon Bonaparte, war seine Geliebte. Barras förderte den jungen General, der für ihn 1795 in Paris einen royalistischen Aufstand niedergeschlagen hatte, indem er ihn mit der Führung der Italienarmee beauftragte und später die Ägyptische Expedition unterstützte.
Napoleons Staatsstreich des 18. Brumaire VIII (1799) zwang Barras jedoch zum Rücktritt. Barras hatte sowohl Napoleons als auch Joseph Fouchés Aufstieg begünstigt, was die beiden nicht daran hinderte, ihn abzusetzen und in die Verbannung zu schicken. Erst nach Napoléons Abdankung kehrte Barras wieder zurück, obwohl er auch als Königsmörder (Régicide) stigmatisiert war.
Am Ende seines Lebens verfasste Barras in Chaillot seine Memoiren, in denen er seiner Verbitterung über Fouché und Bonaparte Ausdruck verlieh. Er wurde auf dem Friedhof Père-Lachaise beerdigt.

## Werke
- Mémoires de Barras, membre du Directoire. Publié avec une introduction générale, des Préfaces et des Appendices par Georges Duruy, 4 Bände; Paris: Hachette, 1895–1896. Deutsche Übersetzung: Memoiren von Paul Barras. Mitglied des Direktoriums, 4 Bände, Stuttgart u. a.: Deutsche Verlags-Anstalt 1895, Digitalisate bereitgestellt durch Internet Archive: 1. Band, 2. Band, 3. Band, 4. Band.